# Rock'N'Roll Circus (émission de télévision)
Rock'n'roll Circus est une émission de télévision française présentée et produite par Arthur, diffusée sur TF1 depuis le 19 juin 2015 le vendredi en seconde partie de soirée.

## Principe de l'émission
Trois personnalités connues sont pour un soir directeurs de cirque. Tour à tour, ils présentent au public et à un juge spectateur choisi aléatoirement, un numéro d'acrobate, de magicien, de contorsionniste, de fakir, ou de tout autre personnalité du cirque. Tous se veulent époustouflants. Autour de truels, les 3 directeurs de cirque présentent leur poulain. C'est au juge spectateur de trancher entre les 3 poulains du truel. À la fin de l'émission, le directeur de cirque ayant gagné le plus de truels gagne le droit de faire un tour de poney.

## Saison 1

### Émission du 19 juin 2015
- Invités :
  - Anthony Kavanagh, humoriste
  - Arnaud Ducret, humoriste
  - Fauve Hautot, danseuse

### Émission du 31 juillet 2015
- Invités :
  - Isabelle Nanty, comédienne
  - Éric Antoine, humoriste et illusionniste
  - Claudia Tagbo, humoriste

## Audience
| N° émission | Date de diffusion        | Gagnant          | Audience moyenne          | Audience moyenne | Références |
| N° émission | Date de diffusion        | Gagnant          | Nombre de téléspectateurs | PDM              | Références |
| ----------- | ------------------------ | ---------------- | ------------------------- | ---------------- | ---------- |
| 1           | Vendredi 19 juin 2015    | Anthony Kavanagh | 1 707 000                 | 18,2 %           |            |
| 2           | Vendredi 31 juillet 2015 | Éric Antoine     | 1 482 000                 | 19 %             |            |

Légende
Les plus hauts chiffres d'audience
Les plus bas chiffres d'audience